# Bauernstein Zwintschöna
Der Bauernstein Zwintschöna befindet sich in der Ortschaft Zwintschöna des Ortsteils Dieskau der Gemeinde Kabelsketal in Sachsen-Anhalt.
Der Bauernstein liegt auf einer Grünfläche an der Kreuzung der Straßen Altes Dorf und Am Vereinshaus, östlich des Denkmalbereiches Altes Dorf. Der Stein besteht aus Quarzit und hat die Maße 160 mal 90 Zentimeter. Dieser Bauernstein hat anders als die meisten bekannten Bauernsteine keine glatte Oberfläche.

## Quelle
- Bauernstein Zwintschöna, Saalekreis im Bild, abgerufen am 9. November 2017

Koordinaten: 51° 26′ 49,6″ N, 12° 2′ 46,2″ O